# Polská lidová strana Levice
Polská lidová strana Levice (polsky Polskie Stronnictwo Ludowe Lewica, zkratka PSL-Lewica) byla politická strana působící na počátku 20. století mezi polskou populací Rakouska-Uherska, respektive Předlitavska, zejména v Haliči, později šlo o menší politickou stranu v meziválečném Polsku, jejíž voličská základna zůstávala omezena na oblast Haliče.

## Historie
Vznikla v prosinci 1913 během rozkolu v Polské lidové straně. Během první světové války byla strana součástí střechové polské politické platformy Naczelny Komitet Narodowy.
Po vzniku samostatného polského státu v roce 1918 strana pokračovala ve své činnosti, ale její vliv se omezoval na Malopolsko. Programově se tehdy strana profilovala jako radikální subjekt, požadující vyvlastnění půdy bez náhrady a rozvoj družstevnictví. Mezi hlavní politiky patřili Jan Stapiński, W. Dunin-Wąsowicz, Józef Putek, Józef Sanojca nebo Franciszek Wójcik. tiskovým orgánem byl list Przyjaciel Ludu. V roce 1922 část členstva odešla do strany Polskie Stronnictwo Ludowe „Wyzwolenie”. Zbytek strany pak utvořil roku 1924 nový subjekt Związek Chłopski.